# Basarab cel Tânăr Țepeluș
Basarab cel Tânăr Țepeluș (n. secolul al XV-lea, Țara Românească, România – d. 1482, Glogova, Gorj, România) a fost domnul Țării Românești între noiembrie 1477 - septembrie 1481 și între noiembrie 1481 - martie 1482.

## Biografie
Basarab al IV-lea fiu al lui Basarab al II-lea. A avut un fiu Danciu (pretendent la domnie prin 1508 - 1510). Neagoe Basarab, din spița boierilor Craiovești, și-a motivat pretențiile la tron intitulându-se ca fiu al lui Basarab Țepeluș.